# Smoky Bay
Smoky Bay är en ort i Australien.   Den ligger i kommunen Ceduna och delstaten South Australia, i den centrala delen av landet, 1 400 km väster om huvudstaden Canberra. Smoky Bay ligger 4 meter över havet och antalet invånare är 577.

## Geografiska platser i Smoky Bay
Parker
- Acraman Creek Conservation Park

Bergstoppar
- Saddle Peak

Berg
- Mount Mary